# D&AD

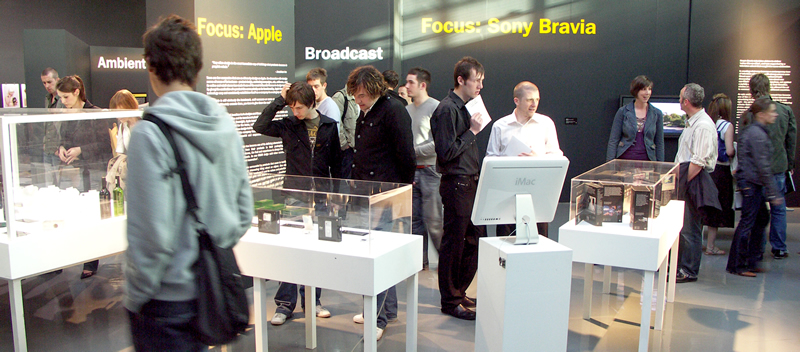
2006 im Urbis gezeigte D&AD-Ausstellung

D&AD ist das englische Pendant zum deutschen Art Directors Club. D&AD steht für Design and Art Direction. Jedes Jahr werden von dieser Vereinigung herausragende Arbeiten aus der Welt des Designs und der Werbung ausgezeichnet. Ihr Logo beinhaltet den Satz „benchmarking and rewarding great ideas that are well executed and appropiate“.

## D&AD Awards
Bei der jährlichen D&AD-Preisverleihung werden jedes Jahr Yellow Pencils und Black Pencils vergeben, wobei der gelbe Stift einer Silbermedaille gleichkommt, während der schwarze Stift für eine Goldmedaille steht. Im Jahr 2008 vergab der D&AD 70 Auszeichnungen. Nur zwei davon gingen an deutsche Teilnehmer, eine an die Werbeagentur Springer & Jacoby, Hamburg.

## Preisträger
- 2022:
  - Rik Nieuwdorp; „3. Platz in der Kategorie Top-Illustrator“[1]